# 개활지

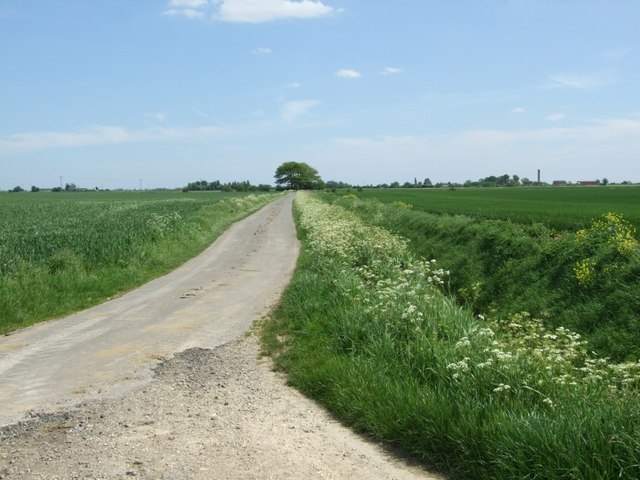

개활지(開豁地, open terrain)란 기복이 평탄하고 나무나 건물 따위 엄폐물이 없이 탁 트인 땅이다. 경작지, 초원 등이 이에 해당되며, 공항 따위도 특수 목적으로 만들어진 개활지라 할 수 있다.
개활지는 엄폐물이 없기 때문에 이동이 쉽고 또 동시에 장거리 교전이 가능해지기 때문에 전략과 전술에서 중요한 의미를 지닌다.
개활지에는 방풍 기능을 수행할 만한 것이 거의 없어 풍하중이 높은 경향을 보인다. 이러한 효과는 송전탑이나 풍차 등 키큰 구조물을 설계하는 데 영향을 미친다.